# Michel Foret
Michel Foret (Luik, 19 april 1948) is een Belgisch voormalig politicus voor de MR. Hij was als jongere actief binnen de Rassemblement Wallon.
Hij is de vader van MR-politicus Gilles Foret.

## Levensloop
Michel Foret behaalde in 1970 het diploma van doctor in de rechten aan de Universiteit van Luik en een graduaat in de informatica aan de hogeschool IESN in Namen. Hij werkte tussen 1971 en 1981 als kaderlid bij vennootschappen als het metaalbedrijf Mechim, petroleumbedrijf SOGEP en het consortium Sybetra, gespecialiseerd in de bouw van industriële projecten in het buitenland, en was eveneens directeur-beheerder van de nv Exporter. Van 1974 tot 1976 was hij eveneens raadgever en secretaris op het kabinet van Jean Gol, toenmalig staatssecretaris voor Waalse Streekeconomie.
Hij begon zijn politieke carrière bij de Waalsgezinde Rassemblement Wallon en behoorde tot de rechtse strekking van de partij. In 1976 verliet hij met de RW-kopstukken François Perin, Etienne Knoops en Jean Gol de partij om zich aan te sluiten bij de liberale PRLW, later PRL en MR genaamd. In 1978 werd hij lid van het politiek bureau van de partij. 

### Luik
Foret, in 1970 kandidaat bij de gemeenteraadsverkiezingen in de stad Luik, kon als gevolg van de ontslagen van François Perin en Pierre-Octave Lohest kort voor de gemeenteraadsverkiezingen van oktober 1976 de eed afleggen als gemeenteraadslid van Luik. Bij deze verkiezingen werd Foret niet rechtstreeks herkozen tot gemeenteraadslid, al wist hij voordeel te halen uit het ontslag van Philippe Monfils en kon zo toch in de gemeenteraad blijven zetelen. Van juni 1981 tot december 1982 was hij in Luik schepen van Toerisme, Handel en Middenstand. Na de gemeenteraadsverkiezingen van 1982 belandde de PRL er in de oppositie, waarna Foret van 1983 tot 1994 de PRL-fractie in de Luikse gemeenteraad voorzat. Van 1982 tot 1995 was Foret tevens voorzitter van de PRL-federatie van het arrondissement Luik.
Na het aflopen van zijn schepenambt in Luik was hij van 1983 tot 1989 directeur van de afdeling staalindustrie en scheepsbouw binnen de Nationale Maatschappij voor de Herstructurering van de Nationale Sectoren. Ook was hij van 1982 tot 1988 opdrachthouder op het kabinet van Jean Gol, in diens hoedanigheid als minister van Justitie. Na de Bellemansaffaire, het omkoopschandaal rond een wedstrijd tussen voetbalclubs Standard Luik en Waterschei SV Thor, deed de directie van Standard een beroep op gewezen jeugdspeler Michel Foret om mee orde op zaken te stellen in de voetbalclub. Foret werd directeur van de jongerenopleiding van Standard en in juli 1989 bestuurder bij de club. In januari 1990 werd hij vervolgens administratief directeur, verantwoordelijk voor het beheer van het jeugdvoetbal, en commercieel verantwoordelijke. In 1994 nam hij ontslag uit deze functie om zich volledig aan de voorbereiding van de gemeenteraadsverkiezingen in oktober dat jaar te wijden.
Hij was van 1990 tot 2001 en van 2004 tot 2008 vicevoorzitter van Liege Airport.

### Nationale politiek
In juli 1989 volgde Foret Jean Defraigne, verkozen in het Europees Parlement, op in de Kamer van volksvertegenwoordigers, als volksvertegenwoordiger voor het arrondissement Luik. Hierdoor zetelde hij van rechtswege eveneens in de Waalse Gewestraad en de Raad van de Franse Gemeenschap. Bij de verkiezingen van 1991 werd hij niet herkozen, al werd hij kort nadien door zijn partij heropgevist om in de Senaat te zetelen, als provinciaal senator voor de provincie Luik. Hij bleef provinciaal senator tot in mei 1995. 
In mei 1995 werd Michel Foret voor het arrondissement Luik verkozen in het Waals Parlement en het Parlement van de Franse Gemeenschap. In het Waals Parlement was hij in de legislatuur 1995-1999 voorzitter van de belangrijke commissie voor Economie, Toerisme, Buitenlandse Handel, Landbouw en KMO's. Ook werd hij als gemeenschapssenator afgevaardigd naar de Senaat, waar hij tot aan de verkiezingen van 1999 bleef zetelen. Als gevolg hiervan diende hij ontslag te nemen uit de gemeenteraad van Luik. In de Senaat werd hij fractievoorzitter voor PRL-FDF en nam hij deel aan de werkzaamheden van de onderzoekscommissie naar de Rwandese genocide.
Bij de verkiezingen van 1999 werd Foret herkozen in het Waals Parlement. Hij nam vervolgens deel aan de onderhandelingen die leiden tot de paars-groene Waalse regering en werd in juli 1999 Waals minister, bevoegd voor Ruimtelijke Ordening, Stedenbouw en Leefmilieu. In die hoedanigheid engageerde hij zich om het Waals Gewest terug te brengen naar het gemiddelde op het gebied van de Europese normen voor afval- en waterzuivering. Na afloop van zijn ministerschap in juli 2004 zetelde hij nog enkele maanden in het Waals Parlement en het Parlement van de Franse Gemeenschap.

### Gouverneur
In oktober 2004 werd Foret in opvolging van Paul Bolland provinciegouverneur van Luik, een ambt dat Foret zou bekleden tot in oktober 2015, nadat hij de leeftijdsgrens van 67 jaar had bereikt. Zijn partijgenoot Hervé Jamar volgde hem op.

### Na de politiek
Hij was van 2015 tot 2024 voorzitter van de vzw Le Grand Liège en werd in deze hoedanigheid door Marie-Kristine Vanbockestal opgevolgd.
Van 2015 tot 2025 was hij voorzitter van de Association des anciens parlementaires francophones. Jean-Jacques Flahaux volgde hem op.
Hij is sinds 2015 bestuurder van de Franse champagne- en wijngroep Vranken-Pommery Monopole.